# 菲莉西亞
菲莉西亞是卡普空開發的格斗游戏《魔域幽靈》系列中的角色，其形象被設定成擁有變身能力的貓女。配音員為荒木香惠。

## 背景
菲莉西亞原本是被一位名叫蘿絲（Rose）的修女當成一隻普通的貓所飼養。當蘿絲死後，菲莉西亞為了實現她成為歌星的夢想而離開了她居住的小鎮。在魔域幽靈的結尾中，她找到了許多貓女同伴，組成了一個樂團，並且當上主唱，實現了她的夢想。在「魔域幽靈3（Vampire Savior）」中，菲莉西亞開始尋求能讓他人感到快樂的方式，而在結尾時，她找到了她覺得最適合的方式成為一位修女，並成立了一間叫做「幸福之家（Felicity House）」的孤兒院。

### 其他同伴
菲莉西亞與其他角色的不同之處在於，她能在戰鬥中呼喚她的貓女同伴們幫助她。分別是：
- Pico：14歲，出生於美國明尼蘇達州。原本住在一間孤兒院中，在看到菲莉西亞的表演後決定跟隨菲莉西亞。她的好奇心十分旺盛。
- Grace：48歲，出生於美國猶他州。在團體中扮演著大家長的角色。
- Alto：20歲，出生地不明。被一位富翁當成稀有寵物所飼養，後來逃出躲在深山中，被Grace所救，同時幫她取了Alto這個名字。個性害羞，害怕陌生人。
- Nana and Mimi：22歲，出生於香港，在日本埼玉縣長大。到日本的原因是因為偷跑到貿易船上玩，而被載到日本，之後被一對富有同情心的老夫婦所收養。
- Nonno：別名Tama，年齡及出生地不詳，與Nana是朋友，喜歡躲藏在球裡面玩。
- Lucy：36歲，出生於美國維吉尼亞州。原本在馬戲團工作，但在好友因病去世後離開了馬戲團。流浪途中遇見了菲莉西亞而成為同伴。個性喜歡挖苦人。

## 外部連結
- Felicia on strategy wiki